# Christian Wörns
Christian Wörns (Mannheim, 10 maggio 1972) è un allenatore di calcio, dirigente sportivo ed ex calciatore tedesco nel ruolo di difensore, commissario tecnico della nazionale Under-19 tedesca, nazionale tedesco tra il 1992 e il 2005.

## Carriera

### Club
Debutta giovanissimo in Bundesliga nel Waldhof Mannheim all'età di 17 anni, 3 mesi e 30 giorni, diventando il quarto più giovane debuttante di sempre nel torneo. Nel 1991 si trasferisce al Bayer Leverkusen, dove diventa un punto fermo della difesa assieme a Jens Nowotny e Markus Happe. Nel 1998 prova un'esperienza all'estero al Paris Saint-Germain, ma l'anno successivo è già di ritorno in Germania al Borussia Dortmund.
Al Westfalenstadion giocherà per tanti anni in coppia centrale con il più anziano Jürgen Kohler, costruendo davanti a Jens Lehmann una diga invalicabile. Dopo gli addii di Kohler e Reuter, diventa il capitano della squadra fino al proprio ritiro, avvenuto al termine della stagione 2007-2008. Con il Borussia ha raccolto 240 presenze e 14 reti.

### Nazionale
Con la Nazionale tedesca ha totalizzato 66 presenze, senza però mai segnare. Il suo esordio in Nazionale risale al 22 aprile 1992, in una gara a Praga contro la Cecoslovacchia. Lo stesso anno verrà convocato per gli Europei di Svezia.
A causa di una serie di prestazioni non eccezionali non riuscì ad essere convocato né per il campionato del mondo 1994 né per il campionato d'Europa 1996, vinto proprio dalla Germania. Riuscì a rifarsi parzialmente al campionato del mondo 1998, giocando un buon torneo ma venendo espulso nei quarti di finale per fallo da ultimo uomo su Davor Šuker, nella partita persa per 3-0 contro la Croazia. Un infortunio gli impedirà di prendere parte al campionato del mondo 2002.
Nel 2004 gioca titolare nel corso del campionato d'Europa in Portogallo, durante i quali la Germania esce al primo turno. Nel 2006 non viene convocato da Jürgen Klinsmann per il campionato del mondo da disputare in patria.

## Palmarès

### Club
- Coppa di Germania: 1

Bayer Leverkusen: 1992-1993
- Supercoppa francese: 1

Paris Saint-Germain: 1998
- Campionato tedesco: 1

Borussia Dortmund: 2001-2002